# Vasili Sokolovski

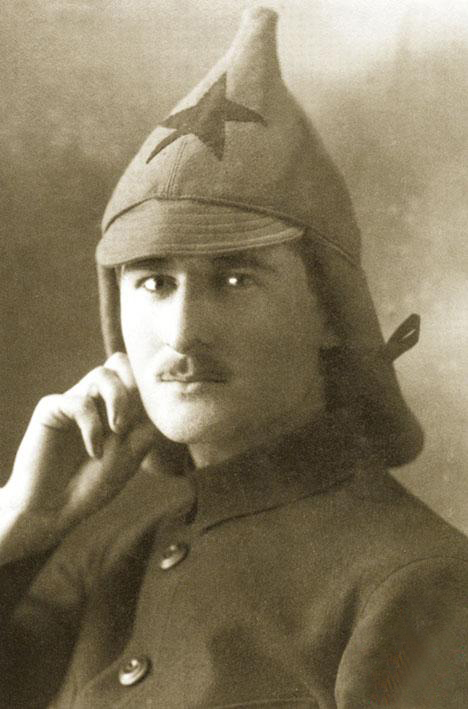
Vasili Sokolovski in 1919 als cadet

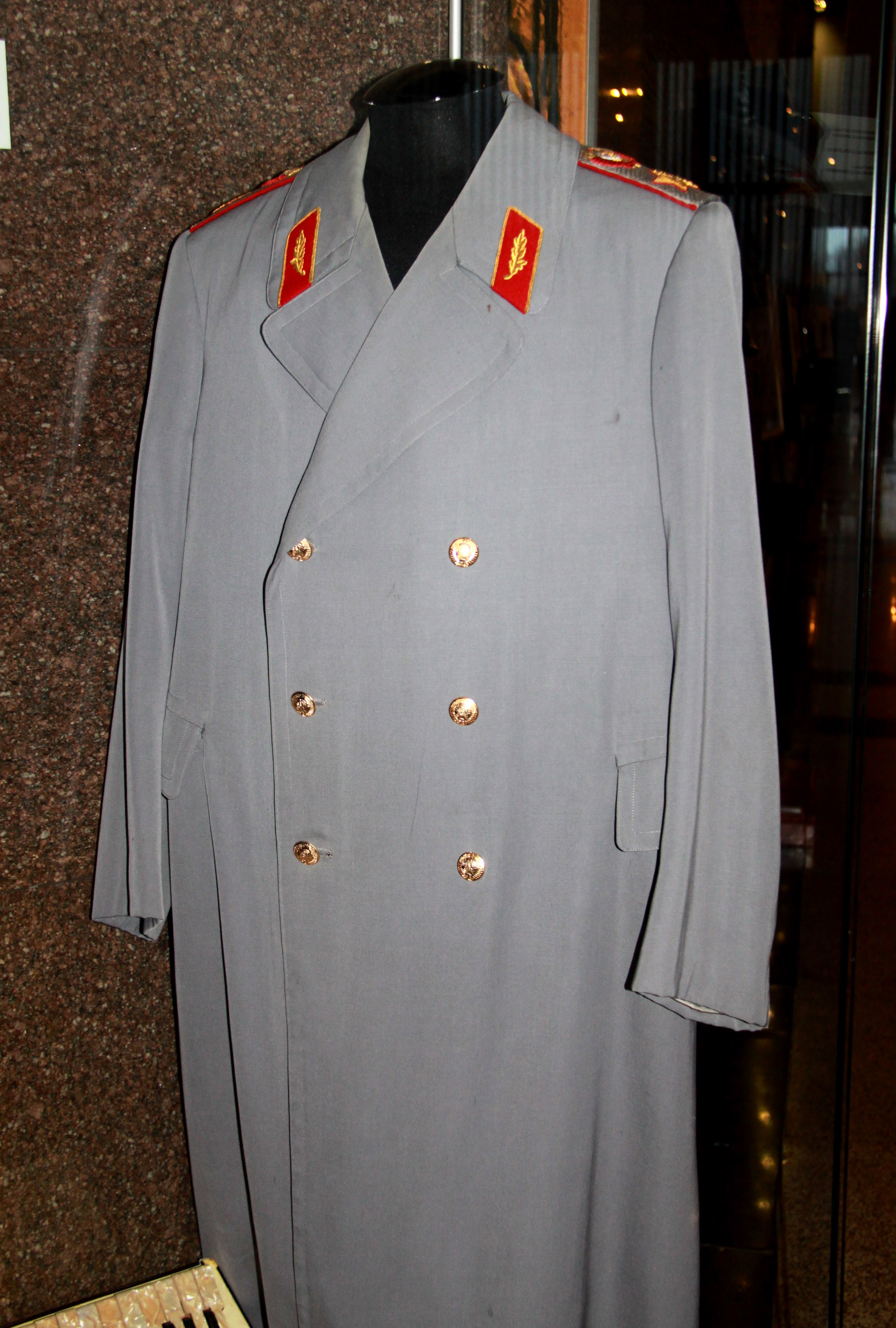
Zomeruniform van Sokolovski

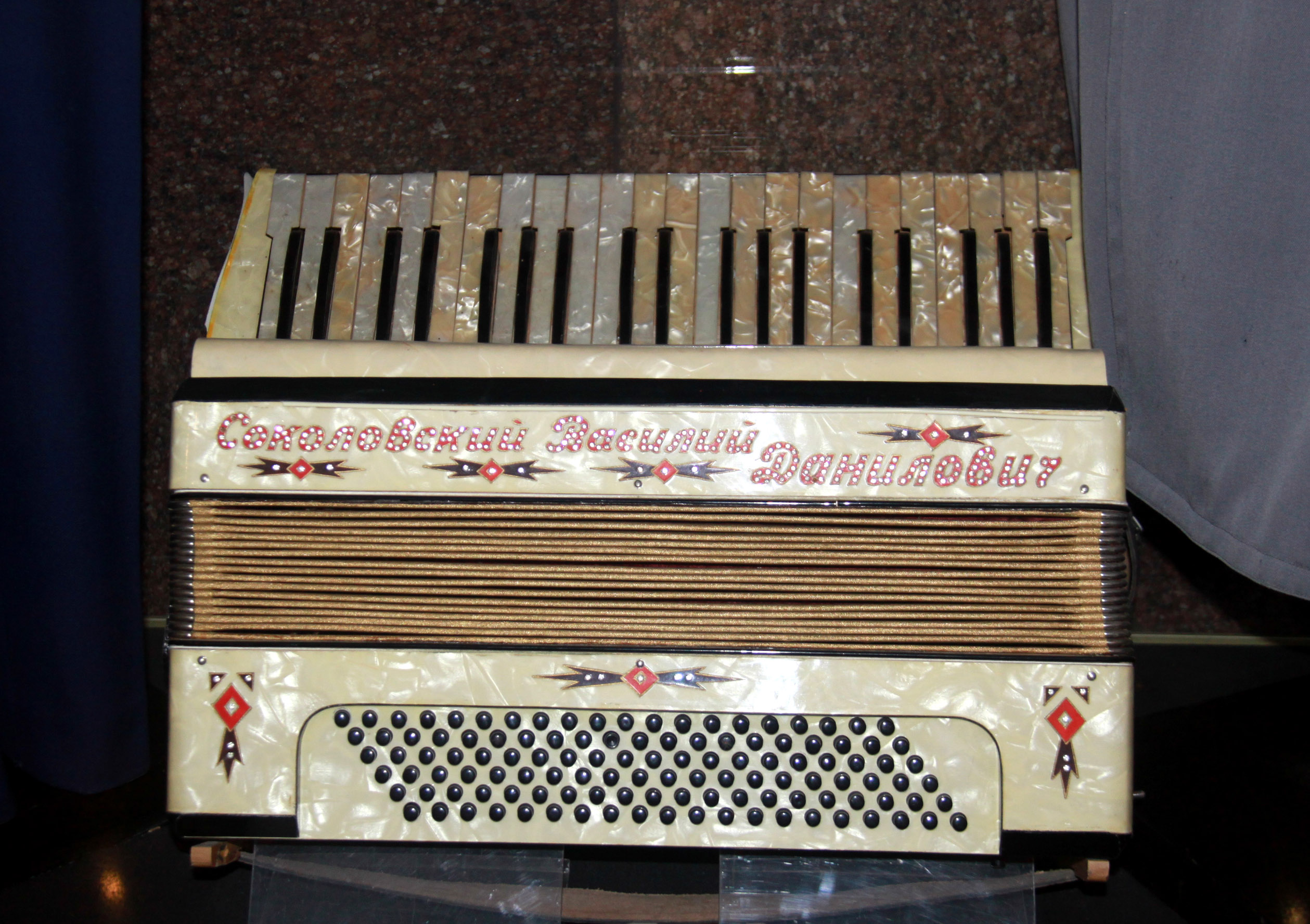
Accordeon waarop Sokolovski speelde in de oorlog

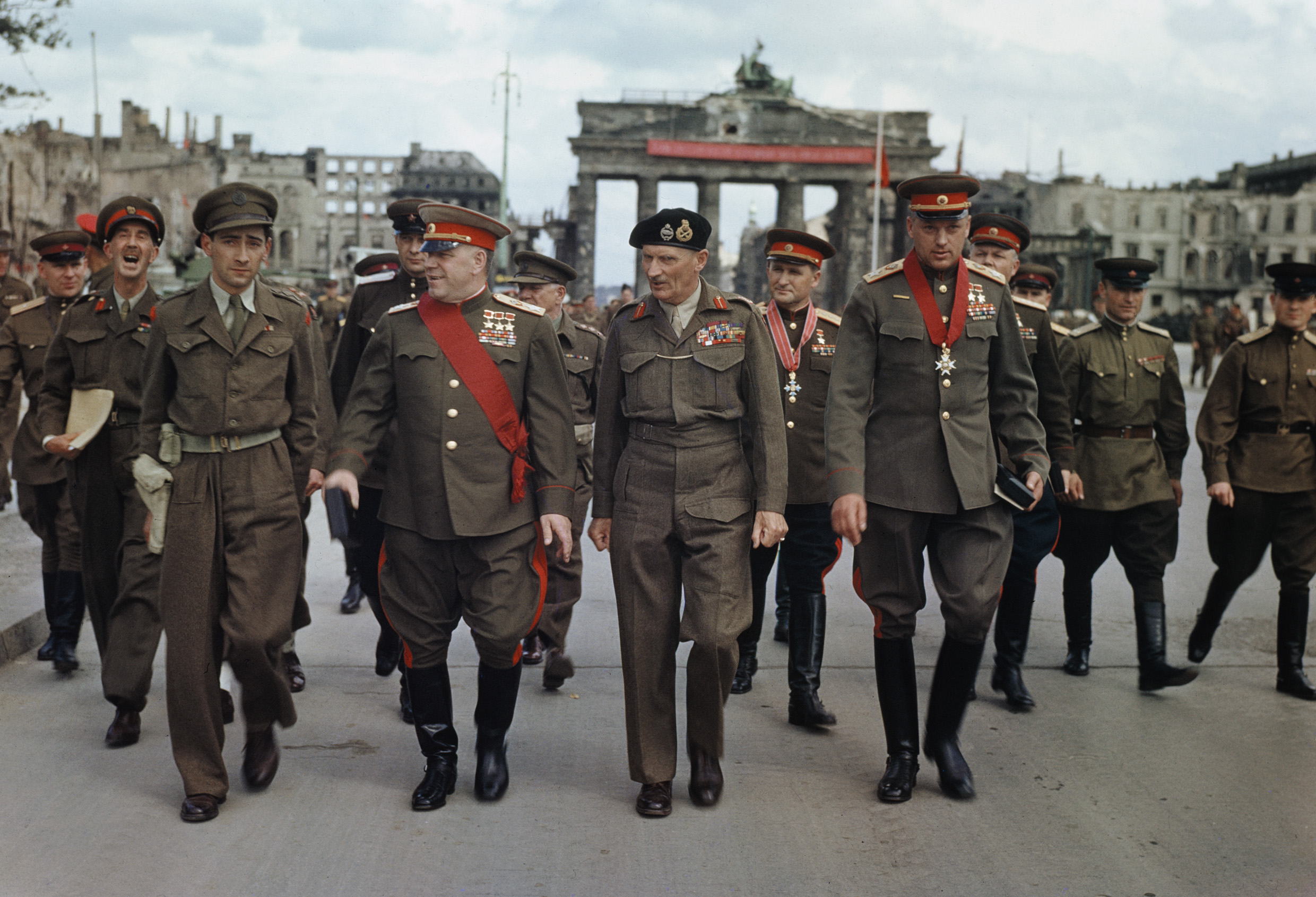
Vasili Sokolovski op 12 juli 1945 achter Bernard Montgomery bij de Brandenburger Tor

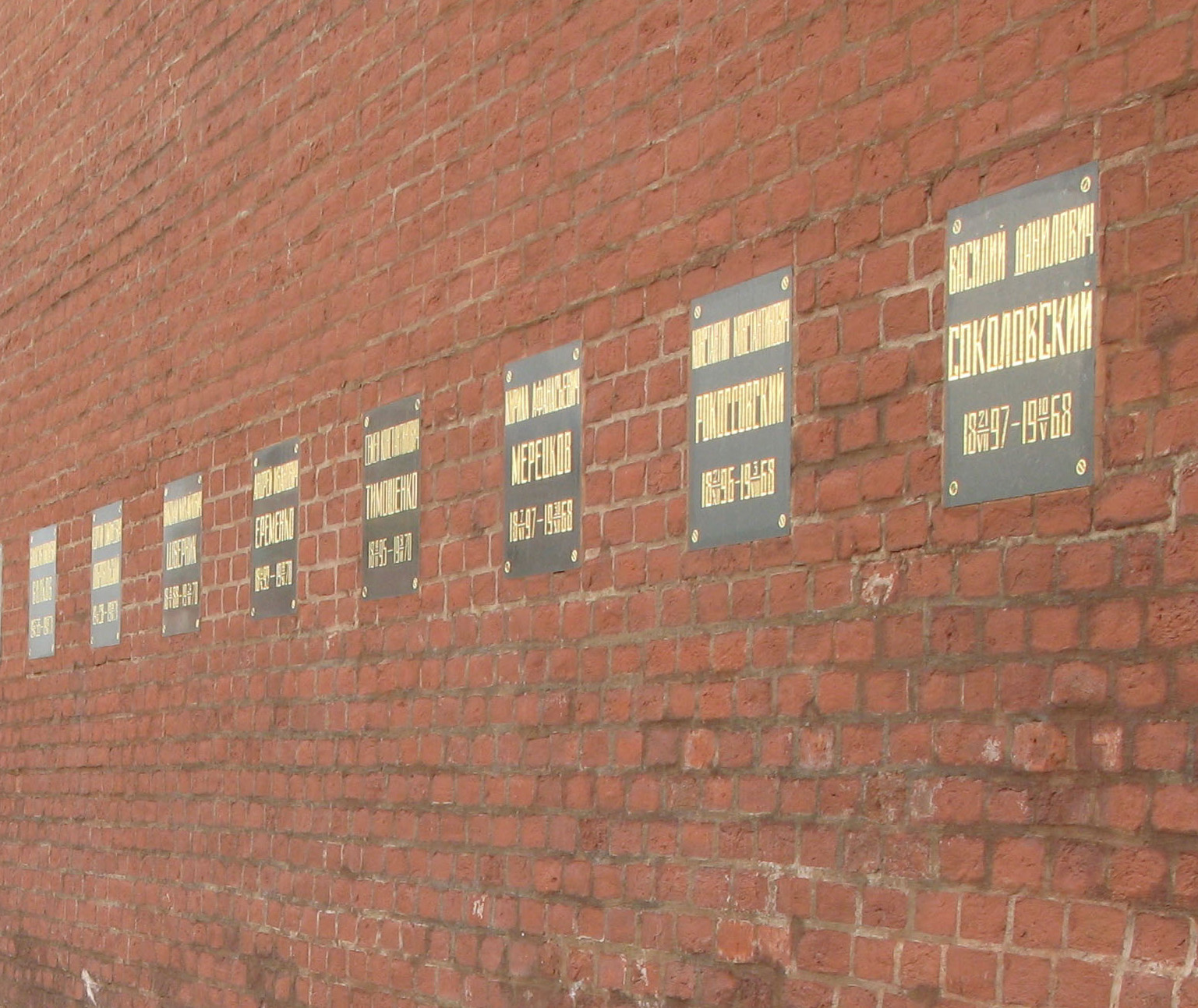
Kremlinmuur-necropolis met uiterst rechts de as van Sokolovski

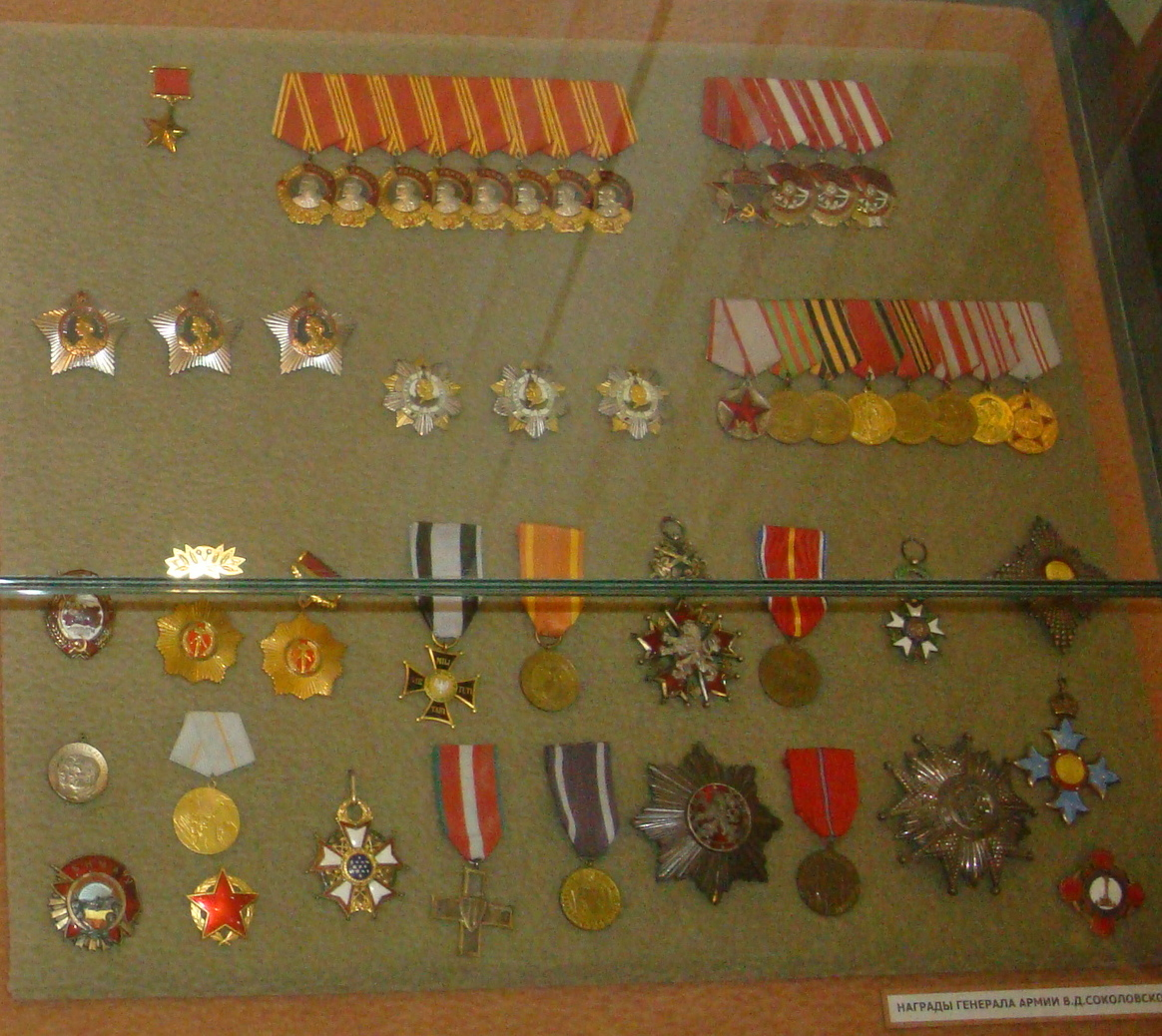
Onderscheidingen van Sokolovski

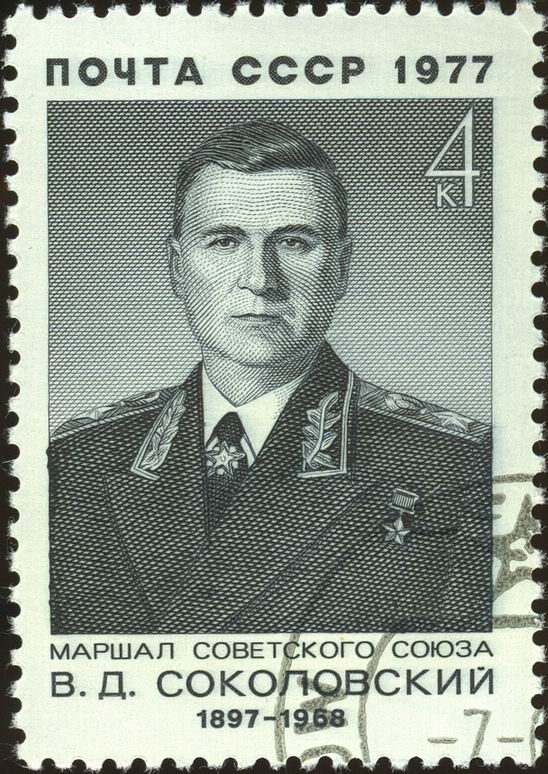
Postzegel van de Sovjet-Unie van 1977

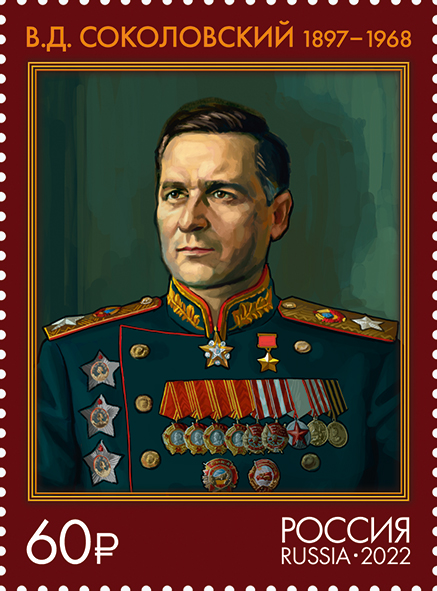
Russische postzegel van 2022

Vasili Danilovitsj Sokolovski (Russisch: Соколовский, Василий Данилович) (Kozliki, Gouvernement Grodno, 21 juli 1897 - Moskou, 10 mei 1968) was een maarschalk van de Sovjet-Unie en Held van de Sovjet-Unie die vocht in de Tweede Wereldoorlog.

## Jeugd
Vasily werd geboren in een gezin van arme boeren in het dorp Kozliki in het Russische gouvernement Grodno. In 1905 studeerde hij af aan een parochiale school en vanaf dat jaar werkte hij als dagloner bij een leerlooierij in Zabloedovo terwijl hij aan zelfstudie deed. In 1912 studeerde hij cum laude af aan een lerarenschool met twee klassen en in 1918 studeerde hij af aan het lerarenseminarie van Nevelsk. 
Tijdens de Eerste Wereldoorlog was hij als seminarist niet dienstplichtig, maar na de mobilisatie legde hij in 1915 enkele maanden mee verdedigingslinies aan.

## Russische Burgeroorlog
Tijdens de Russische Burgeroorlog trad hij in februari 1918 als een van de eersten als vrijwilliger in militaire dienst in het Rode Leger. In mei 1918 studeerde hij af aan de voor het eerst georganiseerde cursus van militaire instructie in Moskou en hij werd naar het oostelijk front gestuurd als commandant van een compagnie in het 2e Oeralregiment. Vanaf juni 1918 was hij stafchef van het bataljon en instructeur van het Rode Garde-detachement van Lapatysjkin. Vanaf juli 1918 was hij commandant van een compagnie van het 2e Bergregiment. Vanaf augustus was hij assistent-commandant van dat regiment. Van september 1918 was hij waarnemend commandant van dat regiment.
Van oktober 1918 tot juni 1919 studeerde hij aan de Militaire Academie van het Rode Leger. Hij vocht met het 10e Leger bij Tsaritsyn en in de Kaukasus. Van juni tot december 1919 was hij assistent-stafchef van de 32e divisie infanterie en tijdelijke commandant van een brigade van die divisie aan het zuidelijk front. Van 19 juli tot 7 augustus 1919 leidde hij de divisie cavalerie van het 5e Leger. Van 6 oktober tot 16 oktober 1919 was hij hoofd van de 13e Siberische divisie cavalerie.
Van december 1919 tot juni 1920 studeerde hij aan de militaire academie. Vanaf juni 1920 werkte hij op het hoofdkwartier van het 11e Leger in de Noord-Kaukasus. Vanaf augustus 1920 was hij assistent-stafchef van de 32e Infanteriedivisie voor het operationele deel. Vanaf september 1920 was hij tijdelijke stafchef van de divisie. Van november 1920 tot oktober 1921 studeerde hij opnieuw aan de militaire academie.
Eind 1921 was hij een van de drie besten die afstudeerden aan de Militaire Academie van het Rode Leger. Van oktober 1921 tot april 1922 was hij assistent van het hoofd van de operationele afdeling van het Turkestan-Front. Vanaf april 1922 was hij stafchef van de 2e divisie fuseliers van Turkestan en van de Fergana- groep. Vanaf mei 1924 was hij commandant van de 2e divisie fuseliers van Turkestan en commandant van de Fergana-groep. Hij vocht in de strijd tegen de Basmatsjiopstand en liep een kogelwond op. Vanaf augustus 1924 was hij stafchef van de 14e infanteriedivisie van het militair district Moskou. Van oktober 1926 tot juli 1930 was hij stafchef van het 9e legerkorps fuseliers in het militair district Noord-Kaukasus.
In 1928 studeerde hij af aan de Froenzeacademie. Vanaf januari 1929 stafchef van het 5e korps fuseliers in het militair district Wit-Rusland op het hoofdkwartier te Babroejsk. Van juli 1930 tot januari 1935 was hij commandant van de 43e infanteriedivisie van het militair district Wit-Rusland. In 1931 werd hij lid van de Communistische Partij van de Sovjet-Unie. Van januari tot mei 1935 was hij plaatsvervangend stafchef van het militair district Wolga-Oeral. Van mei 1935 tot april 1938 was hij stafchef van het militair district Wolga-Oeral. Van april 1938 tot februari 1941 was hij stafchef van het militair district Moskou. Van februari tot juni 1941 was hij tweede plaatsvervangend chef van Stavka voor organisatie en mobilisatie.

## Tweede Wereldoorlog
Van juni tot juli 1941 was hij plaatsvervangende chef van Stavka.
Van juli 1941 tot januari 1942 was hij stafchef van het Westelijk Front In de eerste maanden van de oorlog leverde het Westelijk Front onder leiding van Sokolovski de Slag om Smolensk en de Slag om Moskou om tot diepteverdediging te komen.
Hij plande het tegenoffensief tegen Operatie Taifun bij Moskou van 1941-1942 en de Rzjev-Vjazma operatie van 1942. Van januari tot 31 maart 1942 was hij opnieuw eerste plaatsvervangend chef van Stavka. Van mei 1942 tot februari 1943 was hij stafchef van het Westelijk Front. 
Van februari 1943 tot april 1944 was hij commandant van het Westelijk Front, wiens troepen, in samenwerking met andere Fronten, de Operatie Büffel en operatie Koetoezov bij Orjol en de Slag bij Smolensk (1943) uitvoerden. Wegens mislukkingen in de offensieve operaties van Orsja en Vitebsk in april 1944 werd hij ontslagen als commandant van het Westelijk Front.
Van april 1944 tot april 1945 was hij stafchef van het 1e Oekraïense Front. Van april tot juni 1945 was hij plaatsvervangend commandant van het 1e Wit-Russische Front In deze functies droeg hij bij aan de planning, voorbereiding en uitvoering van de strategische offensieve operaties Lviv-Sandomierz, het Weichsel-Oderoffensief en de Slag om Berlijn.
Hij was op 8 mei 1945 aanwezig bij de ondertekening van de onvoorwaardelijke overgave van Duitsland.
Op 29 mei 1945 werd Sokolovski Held van de Sovjet-Unie "voor de bekwame leiding van de militaire operaties van de troepen en persoonlijke moed." 

## Na de oorlog
Vanaf juli 1945 werd hij eerste plaatsvervangend opperbevelhebber en van 10 april 1946 tot 29 maart 1949 opperbevelhebber van de Sovjet-bezettingszone in Duitsland en opperbevelhebber van de Groep van Sovjetstrijdkrachten in Duitsland en tegelijk lid voor de Sovjet-Unie van de Geallieerde Controleraad in Duitsland tot hij op 20 maart 1948 opstapte. Hij voerde de Blokkade van Berlijn uit en Jozef Stalin beloonde hem met een Leninorde.
Hij was afgevaardigd op de Opperste Sovjet van de Unie van Socialistische Sovjetrepublieken op de 2e en 7e congressen van 1946 en 1968. Vanaf maart 1949 was hij 1e vice-minister van Defensie van de Sovjet-Unie. Van 1952 tot 1961 was hij lid van het Centraal Comité van de Communistische Partij van de Sovjet-Unie. Van juni 1952 tot april 1960 was hij chef van de generale staf en vice-Minister van Defensie van de Sovjet-Unie. Hierbij gebruikte hij zijn militaire kennis, gevechts- en praktische ervaring in commando- en stafwerk bij het trainen en opleiden van troepen, verbeterde de Sovjet strijdkrachten en ontwikkelde de militaire wetenschap. Sinds het voorjaar van 1960 - inspecteur-generaal van de Groep van inspecteurs-generaal van het Ministerie van Defensie van de USSR.
Op 24 maart 1965 ondertekende hij een brief aan het presidium van het Centraal Comité van de Communistische Partij van de Sovjet-Unie om Moskou tot Heldenstad uit te roepen. Op 8 mei 1965 werd hij ereburger van Berlijn maar dit werd op 29 september 1992 na die Wende herroepen.
Hij overleed op 10 mei 1968. De urn met zijn as is bijgezet in de Kremlinmuur-necropolis op het Rode Plein in Moskou.

## Gezin
Zijn echtgenote was Anna Petrovna Bazjenova (1901–1977). Ze kregen in 1923 een zoon Jevgeni en in 1924 een dochter Svetlana. Een andere dochter stierf jong.

## Militaire graden
- Brigadegeneraal: 20 november 1935
- Generaal-majoor: 31 december 1939
- Luitenant-generaal: 4 juni 1940
- Kolonel-generaal: 13 juni 1942
- Legergeneraal: 27 augustus 1943
- Maarschalk van de Sovjet-Unie: 3 juni 1946.

## Onderscheidingen

### Binnenlandse
- Medaille Gouden Ster nr. 6454 29 mei 1945
- 8x Leninorde: 22 februari 1941, 2 januari 1942, 21 februari 1945, 29 mei 1945, 20 juli 1947, 24 juni 1957
- Orde van de Oktoberrevolutie: 22 februari 1968
- 3x Orde van de Rode Banier: 28 februari 1928, 3 november 1944, 20 juni 1949
- 3x Orde van Soevorov 1e klasse: 9 april 1943, 28 september 1943, 6 april 1945
- 3x Orde van Koetoezov, 1e klasse: 27 augustus 1943, 25 augustus 1944, 18 december 1956
- Medaille voor de Verdediging van Moskou: 1 mei 1944
- Medaille voor de Overwinning over Duitsland in de Grote Patriottische Oorlog 1941-1945: 5 september 1945
- Medaille voor de 20e Verjaardag van de Overwinning in de Grote Patriottische Oorlog: 5 juli 1965
- Medaille voor het achthonderdjarig bestaan van Moskou
- Jubileummedaille voor XX jaar Rode Leger van Arbeiders en Boeren: 22 februari 1938
- Jubileummedaille voor 30 jaar Sovjet Leger en Vloot: 22 februari 1948
- Jubileummedaille voor 40 jaar strijdkrachten van de USSR: 18 december 1957
- Jubileummedaille voor 50 jaar strijdkrachten van de USSR: 26 december 1967

### Buitenlandse
- Orde van de Republiek (Volksrepubliek Toeva): 31 maart 1942
- Gouden Partizanenster 1e klasse (Joegoslavië): 19 mei 1956
- Orde van de Rode Banier (Mongolië)
- Poolse Militaire Medaille III graad 5 april 1946
- Orde van het Grunwald Kruis III graad (Polen): 5 april 1946
- Medaille voor Warschau 1939-1945 (Polen)
- Medaille voor Oder, Neisse en Oostzee (Polen)
- Orde van de Witte Leeuw (Tsjecho-Slowakije), 1e klasse
- Orde van de Slowaakse Volksopstand (Tsjecho-Slowakije)
- Jubileummedaille voor 20 jaar Slowaakse Nationale Opstand (Tsjecho-Slowakije)
- Herdenkingsmedaille voor de Slag bij de Duklapas (Tsjecho-Slowakije)
- Generaal in het Legioen van Verdienste (Verenigde Staten)
- Grootofficier in het Legioen van Eer (Frankrijk)
- Ere-Ridder Commandeur in de Orde van het Britse Rijk (Verenigd Koninkrijk)
- Gouden Medaille wapenbroeders 1e klasse (DDR, 1966)
- Medaille Strijder tegen het fascisme 1933-1945 (DDR)
- Voor verdienste voor het vaderland in goud (DDR, 1960)
- Medaille Chinees-Russische vriendschap (China)

## Oordeel van tijdgenoten
De GKO-commissie van Stavka in rapport nr. M-715 van 11 april 1944:

Het commando van het westelijk front toonde, in plaats van tekortkomingen te bestuderen en te elimineren, zelfgenoegzaamheid, arrogantie, bracht geen tekortkomingen aan het licht, hield geen rekening met fouten, leerde mensen niet, leidde commandanten niet op in de geest van waarheidsgetrouwheid. De grootste tekortkomingen en fouten kwamen in alle operaties terug. De reden hiervoor is het onaanvaardbare feit dat de analyse van operaties, het uitvaardigen van definitieve bevelen over de tekortkomingen en resultaten van militaire operaties aan het Westelijk Front niet werden geoefend. Ondanks het feit dat een van de grootste tekortkomingen in de uitvoering van operaties de slechte prestaties van de artillerie waren, werd deze tekortkoming niet verholpen en bleef ze zich herhalen. Artillerie bij alle operaties die door het front werden uitgevoerd, onderdrukte het vuursysteem van de vijand niet en zorgde bijgevolg niet voor de opmars van de infanterie. Het frontcommando was op de hoogte van de zware verliezen aan mensen als gevolg van de slechte prestaties van artillerie, van het enorme verbruik van munitie, en nam echter geen maatregelen om het artilleriewerk uit te voeren.

Maarschalk van de Sovjet-Unie Aleksandr Vasilevski:

Er waren veel positieve dingen in het werk van V. D. Sokolovski. Dit gold met name voor de ontwikkeling van operationele plannen. Hij voldeed met succes aan de taken van zowel de chef-staf van het front als de commandant van de fronttroepen. Hij toonde zich echter het duidelijkst in stafwerk - als stafchef van het front en na de oorlog - chef van de generale staf.

De stafchef van het Westelijk Front en het 3e Wit-Russische Front, kolonel-generaal Aleksandr Pokrovski:

Wat kan ik zeggen over Sokolovski? Dit is een zeer controversieel persoon. Hij was erg slim. Ik zou zeggen buitengewoon slim, breed opgeleid. Als je met hem praat over operationele, strategische, algemene politieke kwesties, kun je naar deze persoon luisteren. Hij vatte vragen heel breed op, dacht breed. Ik zou zeggen dat hij politiek dacht. strategisch en politiek. Kortom, hij was een geweldige slimme, hoogopgeleide commandant met een enorme ervaring. Maar in de rol van commandant van het front slaagde hij niet. En het is zelfs moeilijk uit te leggen waarom het gebeurde. Hij voerde de een na de ander een hele reeks mislukte operaties uit die ons zeer zware verliezen hebben gekost. En na al deze mislukkingen werd hij door een speciale commissie van het Staatsdefensiecomité uit Moskou verwijderd.

Johannes Althaus schreef in Die Welt:

We hebben het over de strategische snelweg Moskou-Minsk. Het Rode Leger verloor alle veldslagen en leed enorme verliezen. Luitenant-generaal Vasily Sokolovski was verantwoordelijk voor deze verliezen en nederlagen, slaagde er echter in een militaire carrière te maken.
Oorlog is altijd wreed. De essentie is immers om de vijand maximale schade toe te brengen met minimale eigen verliezen en tegelijkertijd de taak te voltooien. Daarom kan de opperbevelhebber in principe zijn taken niet blijven vervullen, die gedurende enkele maanden zonder zichtbaar succes het ene offensief na het andere voert, wat leidt tot verliezen die 15 keer groter zijn dan de verliezen van de vijand. Maar dit is in principe. Maar in de stalinistische Sovjet-Unie was alles anders.
De eerste operatie - het zullen er in totaal elf zijn - begon op 12 oktober 1943 aan het westfront. Vervolgens werden vanaf 21 oktober nog vijf offensieven uitgevoerd langs de snelweg, evenals vijf aanvallen op andere sectoren van het front.

## Nagedachtenis
- Een borstbeeld is geplaatst in het Heldenpark van Troedovaja Severnaja in het stadsdeel Mytisjtsji van Moskou en in Grodno aan de Sovjetskaja-straat.
- Straten in Moskou, Smolensk, Mozdok, Grodno en Gorlovka zijn naar hem genoemd.
- Gedenkplaat in Moskou op het huis waar hij woonde Chlebny pereoelok nr. 26.
- Gedenkplaat in Jekaterinenburg op het gebouw van het voormalige hoofdkwartier van het militair district Wolga-Oeral.
- Vaartuig van het Ministerie van Visserij.
- Ereburger van Berlijn op 8 mei 1965 maar herroepen op 29 september 1992.
- Ereburger van Smolensk: 27 augustus 2004.
- School nr. 28 in Grodno is vernoemd naar Sokolovski.